# Otomi acazulco
San Jeronimo Acazulco Otomi, ou Ocoyoacac Otomí, é um dialeto da língua otomi que está muito ameaçado de extinção,.  sendo falado por cerca de cem pessoas na cidade de San Jerónimo Acazulco em Ocoyoacac, México (estado), México.
Somente pessoas nascidas antes de 1950 são fluentes e todos falam espanhol diariamente. Acazulco Otomi foi classificado como dialeto otomi oriental por Lastra (2006). É mais conservador e mais próximo de to otomi oriental das terras altas, do que seu vizinho Otomi tiapa. Há esforços de revitalização em andamento.
Acazulco Otomi tem consoantes ejetivas, bem como plosivas aspiradas que correspondem a fricativas em outras variedades de Otomi, sendo bem semelhante às reconstruções da língua Proto-Otomi.

## Escrita
A língua usa uma forma do alfabeto latino sem o uso das letras F, J, Q, V, W. Usam-se as formas Ts, Ch, Ch’, Hm, Hn, Kh, Oh, h, t!”, Ts, Tsh. As 5 vogais têm forma cpm trema. As vogais, exceto I, têm  forma com barra inferior.